# 永定路街道 (北京市)
永定路街道，是中华人民共和国北京市海淀區下辖的一个街道办事处。

## 行政区划
永定路街道下辖以下地区：
一街坊社区、二街坊东社区、二街坊西社区、三街坊东社区、三街坊中社区、三街坊北社区、三街坊西社区、四街坊东社区、四街坊西社区、五街坊社区、六街坊东社区、六街坊西社区、七街坊社区、八街坊东社区、八街坊西社区、九街坊社区、采石路7号社区、复兴路40号社区、复兴路83号社区、太平路27号社区、太平路44号社区、太平路46号社区、铁家坟社区、金沟河社区、金沟河路1号院社区、永金里社区、永定路26号院社区、阜石路第二社区、阜石路第三社区、泽丰苑社区和沙窝社区。

## 历史
永定路街道办事处成立于1979年5月19日，受航天部二院（即今中国航天科工集团第二研究院）和海淀区人民政府双重领导，2018年，为落实深化国有企业改革，加快剥离国有企业办社会职能的要求，减轻企业负担，促进国有企业瘦身健体、轻装上阵、公平参与竞争，集中资源做强主业，航天科工二院决定将院属永定路街道移交海淀区。2018年12月底，筹备组正式进驻院属永定路街道。2019年5月16日，市委编办批复设立“永定路街道党工委”及“永定路街道办事处”。2019年6月28日上午，海淀区召开了永定路街道交接工作专题会，海淀区属永定路街道正式成立，并通报海淀区委区政府研究决定，同意设立中共海淀区委永定路街道工作委员会，为区委派出机构，规格为正处级，依据区委授权，全面负责永定路街道辖区党的建设，领导本地区的工作和基层社会治理；同意设立北京市海淀区人民政府永定路街道办事处，为区政府的派出机构，规格为正处级，受区政府领导，依法在永定路街道辖区行驶综合管理职能；永定路街道党工委与办事处合署办公。
2019年8月，永定路街道辖区从万寿路街道划转2.26平方公里，从田村路街道划转0.98平方公里，辖区面积增至4.69平方公里，四至范围调整为：西至玉泉路—航天中心医院一线，与石景山区接壤；北至金沟河路—采石北路—阜石路一线，与田村路街道接壤；东至西四环路—复兴路—采石路7号院社区东—北太平路—301医院西院围墙—西四环路一线，与八里庄街道、万寿路街道接壤；南至莲花河，与丰台区接壤。由此，中国铁建和北京市十一学校被划入永定路街道辖区。人口增至14万人，共设居委会31个。